# Wyścig Wielkiej Brytanii WTCC 2011
Wyścig Wielkiej Brytanii WTCC 2011 – siódma runda World Touring Car Championship w sezonie 2011 i siódmy z kolei Wyścig Wielkiej Brytanii. Rozegrał się on w dniach 15-17 lipca 2011 na torze Donington Park koło miejscowości Castle Donington w hrabstwie Leicestershire w Wielkiej Brytanii. W obu wyścigach zwyciężył Yvan Muller z Chevroleta przed swoim zespołowym kolegą Robertem Huffem.

## Wypowiedzi Mullera i Huffa
Dwa zwycięstwa w jeden weekend to świetny wynik. Ważne dla mnie było zmniejszenie straty w punktacji i byłem zdolny zredukować ją o połowę. W pierwszym wyścigu najważniejszą rzeczą było utrzymanie prowadzenia w pierwszym zakręcie. Potem mój samochód był doskonały i szybszy od innych, tak więc została tylko kwestia unikania błędów, ale pod koniec było trochę deszczu i to skomplikowało jazdę. Podczas drugiego wyścigu dużo działo się pomiędzy kierowcami przede mną i to pomogło mi zyskać kilka pozycji. Uderzyłem w Roba i wyprzedziłem go tak jak on zrobił to w Porto. To był incydent wyścigowy, to nie było zamierzone...

Niestety straciłem dzisiaj dużo punktów, ale nadal prowadzę 15 [punktami] co jest dobrą wiadomością. Podczas pierwszego wyścigu próbowałem dogonić Yvana, ale było niemożliwe znalezienie sposobu na wyprzedzenie go. Na końcowych okrążeniach, kiedy trochę zwolnił z powodu deszczu, miałem nadzieję na kilka małych błędów, ale żadnych nie popełnił. W drugim wyścigu zostałem uderzony z tyłu przez Yvana i wskoczył przede mnie. Tak jak Yvan powiedział w Porto, to jest tylko kwestia, by wiedzieć co jest dozwolone i co nie jest... Teraz zobaczymy co się wydarzy w następnych wyścigach i na pewno będziemy znów walczyć o pole position i zwycięstwa.

## Lista startowa
| Nr | Kierowca           | Zespół                      | Samochód             | Klasa |
| -- | ------------------ | --------------------------- | -------------------- | ----- |
| 1  | Yvan Muller        | Chevrolet                   | Chevrolet Cruze 1.6T | M     |
| 2  | Robert Huff        | Chevrolet                   | Chevrolet Cruze 1.6T | M     |
| 3  | Gabriele Tarquini  | Lukoil – SUNRED             | SUNRED SR León 1.6T  | M     |
| 4  | Aleksiej Dudukało  | Lukoil – SUNRED             | SUNRED SR León 1.6T  | MY    |
| 5  | Norbert Michelisz  | Zengő-Dension Team          | BMW 320 TC           | MY    |
| 7  | Fredy Barth        | SEAT Swiss Racing by SUNRED | SUNRED SR León 1.6T  | MY    |
| 8  | Alain Menu         | Chevrolet                   | Chevrolet Cruze 1.6T | M     |
| 9  | Darryl O’Young     | Bamboo Engineering          | Chevrolet Cruze 1.6T | MY    |
| 10 | Yukinori Taniguchi | Bamboo Engineering          | Chevrolet Cruze 1.6T | MY    |
| 11 | Kristian Poulsen   | Liqui Moly Team Engstler    | BMW 320 TC           | MY    |
| 12 | Franz Engstler     | Liqui Moly Team Engstler    | BMW 320 TC           | MY    |
| 15 | Tom Coronel        | ROAL Motorsport             | BMW 320 TC           | M     |
| 17 | Michel Nykjær      | SUNRED Engineering          | SUNRED SR León 1.6T  | MY    |
| 18 | Tiago Monteiro     | SUNRED Engineering          | SUNRED SR León 1.6T  | M     |
| 20 | Javier Villa       | Proteam Racing              | BMW 320 TC           | MY    |
| 21 | Fabio Fabiani      | Proteam Racing              | BMW 320si            | MYJ   |
| 25 | Mehdi Bennani      | Proteam Racing              | BMW 320 TC           | MY    |
| 29 | Colin Turkington   | Wiechers-Sport              | BMW 320 TC           | MY    |
| 30 | Robert Dahlgren    | Polestar Racing             | Volvo C30 Drive      | M     |
| 74 | Pepe Oriola        | SUNRED Engineering          | SUNRED SR León 1.6T  | MY    |
| Nr | Kierowca           | Zespół                      | Samochód             | Klasa |

| Symbol | Klasa                                   |
| ------ | --------------------------------------- |
| M      | Producent (Manufacturers’ Championship) |
| Y      | Niezależny (Yokohama Trophy)            |
| J      | Specyfikacja 2010 (Jay-Ten Trophy)      |

## Wyniki

### Sesje treningowe
| Sesja | Nr | Kierowca    | Zespół    | Samochód             | Czas     | Okr. |
| ----- | -- | ----------- | --------- | -------------------- | -------- | ---- |
| 1     | 2  | Robert Huff | Chevrolet | Chevrolet Cruze 1.6T | 1:51,058 | 15   |
| 2     | 2  | Robert Huff | Chevrolet | Chevrolet Cruze 1.6T | 1:49,513 | 16   |

### Kwalifikacje
| Poz.    | Nr      |         | Kierowca           | Zespół                      | Samochód             | Q1       | Q2       | Poz. s. R1 | Poz. s. R2 |
| II etap | II etap | II etap | II etap            | II etap                     | II etap              | II etap  | II etap  | II etap    | II etap    |
| ------- | ------- | ------- | ------------------ | --------------------------- | -------------------- | -------- | -------- | ---------- | ---------- |
| 1       | 1       |         | Yvan Muller        | Chevrolet                   | Chevrolet Cruze 1.6T | 1:40,422 | 1:38,470 | 1          | 10         |
| 2       | 2       |         | Robert Huff        | Chevrolet                   | Chevrolet Cruze 1.6T | 1:40,526 | 1:38,551 | 2          | 9          |
| 3       | 8       |         | Alain Menu         | Chevrolet                   | Chevrolet Cruze 1.6T | 1:40,838 | 1:38,794 | 3          | 8          |
| 4       | 18      |         | Tiago Monteiro     | SUNRED Engineering          | SUNRED SR León 1.6T  | 1:41,214 | 1:39,167 | 4          | 4          |
| 5       | 29      | Y       | Colin Turkington   | Wiechers-Sport              | BMW 320 TC           | 1:40,965 | 1:39,332 | 5          | 6          |
| 6       | 9       | Y       | Darryl O’Young     | Bamboo Engineering          | Chevrolet Cruze 1.6T | 1:40,895 | 1:39,471 | 6          | 7          |
| 7       | 12      | Y       | Franz Engstler     | Liqui Moly Team Engstler    | BMW 320 TC           | 1:40,995 | 1:39,686 | 7          | 5          |
| 8       | 15      |         | Tom Coronel        | ROAL Motorsport             | BMW 320 TC           | 1:41,431 | 1:39,966 | 8          | 1          |
| 9       | 20      | Y       | Javier Villa       | Proteam Racing              | BMW 320 TC           | 1:41,221 | 1:40,047 | 14         | 3          |
| 10      | 17      | Y       | Michel Nykjær      | SUNRED Engineering          | SUNRED SR León 1.6T  | 1:41,392 | 1:40,152 | 9          | 2          |
| I etap  |         |         |                    |                             |                      |          |          |            |            |
| 11      | 3       |         | Gabriele Tarquini  | Lukoil – SUNRED             | SUNRED SR León 1.6T  | 1:41,450 | –        | 10         | 11         |
| 12      | 11      | Y       | Kristian Poulsen   | Liqui Moly Team Engstler    | BMW 320 TC           | 1:41,530 | –        | 11         | 12         |
| 13      | 7       | Y       | Fredy Barth        | SEAT Swiss Racing by SUNRED | SUNRED SR León 1.6T  | 1:41,557 | –        | 12         | 13         |
| 14      | 74      | Y       | Pepe Oriola        | SUNRED Engineering          | SUNRED SR León 1.6T  | 1:41,590 | –        | 13         | 14         |
| 15      | 25      | Y       | Mehdi Bennani      | Proteam Racing              | BMW 320 TC           | 1:42,179 | –        | 15         | 15         |
| 16      | 10      | Y       | Yukinori Taniguchi | Bamboo Engineering          | Chevrolet Cruze 1.6T | 1:42,576 | –        | 16         | 16         |
| 17      | 4       | Y       | Aleksiej Dudukało  | Lukoil – SUNRED             | SUNRED SR León 1.6T  | 1:42,871 | –        | 17         | 17         |
| 18      | 5       | Y       | Norbert Michelisz  | Zengő-Dension Team          | BMW 320 TC           | 1:45,720 | –        | 18         | 18         |
|         | 30      |         | Robert Dahlgren    | Polestar Racing             | Volvo C30 Drive      | 1:48,569 | –        | 19         | 20         |
|         | 21      | Y       | Fabio Fabiani      | Proteam Racing              | BMW 320si            | 1:55,478 | –        | 20         | 19         |
| Poz.    | Nr      |         | Kierowca           | Zespół                      | Samochód             | Q1       | Q2       | Poz. s. R1 | Poz. s. R2 |

#### Warunki atmosferyczne[3]
| Temperatura toru      | 18 °C |
| Temperatura powietrza | 17 °C |
| Słońce                | nie   |
| Opady deszczu         | nie   |
| Mokro                 |       |

### Wyścig 1
| Poz.              | +/− | Nr |   | Kierowca           | Zespół                      | Samochód             | Okr. | Czas/Strata | Pkt. | Komentarz            |
| ----------------- | --- | -- | - | ------------------ | --------------------------- | -------------------- | ---- | ----------- | ---- | -------------------- |
| 1                 |     | 1  |   | Yvan Muller        | Chevrolet                   | Chevrolet Cruze 1.6T | 13   | 21:21,521   | 25   |                      |
| 2                 |     | 2  |   | Robert Huff        | Chevrolet                   | Chevrolet Cruze 1.6T | 13   | +1,136      | 18   |                      |
| 3                 |     | 8  |   | Alain Menu         | Chevrolet                   | Chevrolet Cruze 1.6T | 13   | +3,903      | 15   |                      |
| 4                 | 4   | 15 |   | Tom Coronel        | ROAL Motorsport             | BMW 320 TC           | 13   | +8,708      | 12   |                      |
| 5                 | 5   | 3  |   | Gabriele Tarquini  | Lukoil – SUNRED             | SUNRED SR León 1.6T  | 13   | +9,299      | 10   |                      |
| 6                 | 1   | 12 | Y | Franz Engstler     | Liqui Moly Team Engstler    | BMW 320 TC           | 13   | +14,186     | 8    |                      |
| 7                 | 2   | 17 | Y | Michel Nykjær      | SUNRED Engineering          | SUNRED SR León 1.6T  | 13   | +18,974     | 6    |                      |
| 8                 | 11  | 30 |   | Robert Dahlgren    | Polestar Racing             | Volvo C30 Drive      | 13   | +19,191     | 4    |                      |
| 9                 | 2   | 11 | Y | Kristian Poulsen   | Liqui Moly Team Engstler    | BMW 320 TC           | 13   | +20,536     | 2    |                      |
| 10                | 5   | 29 | Y | Colin Turkington   | Wiechers-Sport              | BMW 320 TC           | 13   | +28,804     | 1    |                      |
| 11                | 5   | 9  | Y | Darryl O’Young     | Bamboo Engineering          | Chevrolet Cruze 1.6T | 13   | +29,831     |      |                      |
| 12                | 1   | 74 | Y | Pepe Oriola        | SUNRED Engineering          | SUNRED SR León 1.6T  | 13   | +29,966     |      |                      |
| 13                | 1   | 7  | Y | Fredy Barth        | SEAT Swiss Racing by SUNRED | SUNRED SR León 1.6T  | 13   | +34,093     |      |                      |
| 14                | 1   | 25 | Y | Mehdi Bennani      | Proteam Racing              | BMW 320 TC           | 13   | +34,526     |      |                      |
| 15                | 2   | 4  | Y | Aleksiej Dudukało  | Lukoil – SUNRED             | SUNRED SR León 1.6T  | 13   | +39,419     |      |                      |
| 16                |     | 10 | Y | Yukinori Taniguchi | Bamboo Engineering          | Chevrolet Cruze 1.6T | 13   | +1:07,938   |      |                      |
| 17                | 3   | 20 | Y | Javier Villa       | Proteam Racing              | BMW 320 TC           | 12   | +1 okr.     |      |                      |
| Niesklasyfikowani |     |    |   |                    |                             |                      |      |             |      |                      |
|                   |     | 5  | Y | Norbert Michelisz  | Zengő-Dension Team          | BMW 320 TC           | 7    |             |      | ukończył, kierownica |
|                   |     | 18 |   | Tiago Monteiro     | SUNRED Engineering          | SUNRED SR León 1.6T  | 4    |             |      | zawieszenie          |
| Zdyskwalifikowani |     |    |   |                    |                             |                      |      |             |      |                      |
|                   |     | 21 | Y | Fabio Fabiani      | Proteam Racing              | BMW 320si            |      |             |      | [ 3 ]                |
| Poz.              | +/− | Nr |   | Kierowca           | Zespół                      | Samochód             | Okr. | Czas/Strata | Pkt. | Komentarz            |

#### Najszybsze okrążenie
| Nr | Kierowca    | Zespół    | Samochód             | Czas     | Okr. |
| -- | ----------- | --------- | -------------------- | -------- | ---- |
| 2  | Robert Huff | Chevrolet | Chevrolet Cruze 1.6T | 1:37,380 | 4    |

#### Warunki atmosferyczne[3]
| Temperatura toru      | 19 °C |
| Temperatura powietrza | 16 °C |
| Słońce                | nie   |
| Opady deszczu         | nie   |
| Mokro                 |       |

### Wyścig 2
| Poz.              | +/− | Nr |   | Kierowca           | Zespół                      | Samochód             | Okr. | Czas/Strata | Pkt. | Komentarz                           |
| ----------------- | --- | -- | - | ------------------ | --------------------------- | -------------------- | ---- | ----------- | ---- | ----------------------------------- |
| 1                 | 9   | 1  |   | Yvan Muller        | Chevrolet                   | Chevrolet Cruze 1.6T | 13   | 21:33,182   | 25   |                                     |
| 2                 | 7   | 2  |   | Robert Huff        | Chevrolet                   | Chevrolet Cruze 1.6T | 13   | +0,957      | 18   |                                     |
| 3                 | 2   | 12 | Y | Franz Engstler     | Liqui Moly Team Engstler    | BMW 320 TC           | 13   | +3,676      | 15   |                                     |
| 4                 | 3   | 15 |   | Tom Coronel        | ROAL Motorsport             | BMW 320 TC           | 13   | +4,826      | 12   |                                     |
| 5                 | 3   | 8  |   | Alain Menu         | Chevrolet                   | Chevrolet Cruze 1.6T | 13   | +8,392      | 10   |                                     |
| 6                 | 14  | 30 |   | Robert Dahlgren    | Polestar Racing             | Volvo C30 Drive      | 13   | +9,016      | 8    |                                     |
| 7                 | 4   | 3  |   | Gabriele Tarquini  | Lukoil – SUNRED             | SUNRED SR León 1.6T  | 13   | +11,587     | 6    |                                     |
| 8                 | 1   | 9  | Y | Darryl O’Young     | Bamboo Engineering          | Chevrolet Cruze 1.6T | 13   | +13,031     | 4    |                                     |
| 9                 | 6   | 25 | Y | Mehdi Bennani      | Proteam Racing              | BMW 320 TC           | 13   | +13,959     | 2    |                                     |
| 10                | 4   | 29 | Y | Colin Turkington   | Wiechers-Sport              | BMW 320 TC           | 13   | +14,662     | 1    |                                     |
| 11                | 2   | 7  | Y | Fredy Barth        | SEAT Swiss Racing by SUNRED | SUNRED SR León 1.6T  | 13   | +19,693     |      |                                     |
| 12                | 6   | 5  | Y | Norbert Michelisz  | Zengő-Dension Team          | BMW 320 TC           | 13   | +24,802     |      |                                     |
| 13                | 3   | 10 | Y | Yukinori Taniguchi | Bamboo Engineering          | Chevrolet Cruze 1.6T | 13   | +31,646     |      |                                     |
| 14                | 3   | 4  | Y | Aleksiej Dudukało  | Lukoil – SUNRED             | SUNRED SR León 1.6T  | 13   | +33,495     |      |                                     |
| 15                | 1   | 74 | Y | Pepe Oriola        | SUNRED Engineering          | SUNRED SR León 1.6T  | 13   | +1:26,671   |      |                                     |
| 16                | 13  | 20 | Y | Javier Villa       | Proteam Racing              | BMW 320 TC           | 12   | +1 okr.     |      |                                     |
| 17                | 5   | 11 | Y | Kristian Poulsen   | Liqui Moly Team Engstler    | BMW 320 TC           | 9    | +4 okr.     |      | uszkodzenia z kolizji z Micheliszem |
| Niesklasyfikowani |     |    |   |                    |                             |                      |      |             |      |                                     |
|                   |     | 18 |   | Tiago Monteiro     | SUNRED Engineering          | SUNRED SR León 1.6T  | 1    |             |      | kolizja z Tarquinim                 |
|                   |     | 17 | Y | Michel Nykjær      | SUNRED Engineering          | SUNRED SR León 1.6T  | 0    |             |      | kolizja z Tarquinim                 |
| Zdyskwalifikowani |     |    |   |                    |                             |                      |      |             |      |                                     |
|                   |     | 21 | Y | Fabio Fabiani      | Proteam Racing              | BMW 320si            |      |             |      | [ 3 ]                               |
| Poz.              | +/− | Nr |   | Kierowca           | Zespół                      | Samochód             | Okr. | Czas/Strata | Pkt. | Komentarz                           |

#### Najszybsze okrążenie
| Nr | Kierowca    | Zespół    | Samochód             | Czas     | Okr. |
| -- | ----------- | --------- | -------------------- | -------- | ---- |
| 1  | Yvan Muller | Chevrolet | Chevrolet Cruze 1.6T | 1:37,993 | 6    |

#### Warunki atmosferyczne[3]
| Temperatura toru      | 27 °C |
| Temperatura powietrza | 19 °C |
| Słońce                | nie   |
| Opady deszczu         | nie   |
| Sucho                 |       |

## Klasyfikacja po rundzie

### Kierowcy
| Poz. | +/− | Kierowca            | Starty | Punkty | P1 | P2 | P3 | PP | NO | NS | DK | NW |
| ---- | --- | ------------------- | ------ | ------ | -- | -- | -- | -- | -- | -- | -- | -- |
| 1    |     | Robert Huff         | 14     | 263    | 6  | 3  | 1  | 3  | 6  | –  | –  | –  |
| 2    |     | Yvan Muller         | 14     | 248    | 4  | 6  | 2  | 2  | 4  | 1  | –  | –  |
| 3    |     | Alain Menu          | 14     | 192    | 3  | 2  | 3  | 3  | 1  | 1  | –  | –  |
| 4    | 1   | Tom Coronel         | 13     | 124    | –  | 2  | –  | 1  | –  | 1  | –  | 1  |
| 5    | 1   | Gabriele Tarquini   | 14     | 115    | 1  | –  | 1  | 1  | –  | 2  | –  | –  |
| 6    | 2   | Tiago Monteiro      | 14     | 101    | –  | –  | 3  | 1  | –  | 2  | –  | –  |
| 7    |     | Norbert Michelisz   | 12     | 66     | –  | 1  | –  | –  | 2  | 1  | –  | –  |
| 8    |     | Kristian Poulsen    | 14     | 59     | –  | –  | 1  | –  | –  | 2  | –  | –  |
| 9    |     | Javier Villa        | 14     | 44     | –  | –  | 1  | –  | 1  | 1  | –  | –  |
| 10   | 4   | Franz Engstler      | 14     | 43     | –  | –  | 1  | –  | –  | 2  | –  | –  |
| 11   | 1   | Darryl O’Young      | 14     | 43     | –  | –  | –  | –  | –  | 2  | –  | –  |
| 12   | 1   | Michel Nykjær       | 13     | 37     | –  | –  | –  | 1  | –  | 2  | –  | 1  |
| 13   |     | Robert Dahlgren     | 14     | 36     | –  | –  | –  | –  | –  | 1  | –  | –  |
| 14   | 2   | Carlos „Cacá” Bueno | 2      | 25     | –  | –  | 1  | –  | –  | –  | –  | –  |
| 15   |     | Fredy Barth         | 13     | 7      | –  | –  | –  | –  | –  | 4  | –  | 1  |
| 16   | 1   | Mehdi Bennani       | 13     | 4      | –  | –  | –  | 1  | –  | 1  | –  | 1  |
| 17   | 1   | Aleksiej Dudukało   | 14     | 2      | –  | –  | –  | –  | –  | 3  | –  | –  |
| 18   |     | Pepe Oriola         | 14     | 2      | –  | –  | –  | –  | –  | 1  | –  | –  |
| 19   |     | Colin Turkington    | 2      | 2      | –  | –  | –  | –  | –  | –  | –  | –  |
| 20   | 1   | Stefano D'Aste      | 2      | 1      | –  | –  | –  | 1  | –  | –  | –  | –  |
| 21   | 1   | Yukinori Taniguchi  | 14     | 0      | –  | –  | –  | –  | –  | –  | 1  | –  |
| 22   | 1   | Fabio Fabiani       | 10     | 0      | –  | –  | –  | –  | –  | 2  | 2  | –  |
| 23   | 1   | Marchy Lee          | 5      | 0      | –  | –  | –  | –  | –  | 1  | –  | 1  |
| 24   | 1   | Urs Sonderegger     | 6      | 0      | –  | –  | –  | –  | –  | 1  | –  | 2  |
| 25   | 1   | İbrahim Okyay       | 2      | 0      | –  | –  | –  | –  | –  | –  | –  | –  |
| Poz. | +/− | Kierowca            | Starty | Punkty | P1 | P2 | P3 | PP | NO | NS | DK | NW |

### Producenci
| Poz. | +/− | Producent                      | Starty | Punkty | P1 | P2 | P3 | PP | NO | NS | DK | NW |
| ---- | --- | ------------------------------ | ------ | ------ | -- | -- | -- | -- | -- | -- | -- | -- |
| 1    |     | Chevrolet                      | 14     | 577    | 13 | 11 | 7  | 8  | 11 | 4  | 1  | –  |
| 2    | 1   | BMW Customer Racing Teams      | 14     | 328    | –  | 3  | 3  | 3  | 3  | 12 | 2  | 5  |
| 3    | 1   | SR Customer Racing             | 14     | 313    | 1  | –  | 4  | 3  | –  | 14 | –  | 2  |
| 4    |     | Volvo Polestar Evaluation Team | 14     | 92     | –  | –  | –  | –  | –  | 1  | –  | –  |
| Poz. | +/− | Producent                      | Starty | Punkty | P1 | P2 | P3 | PP | NO | NS | DK | NW |